# StyleWriter

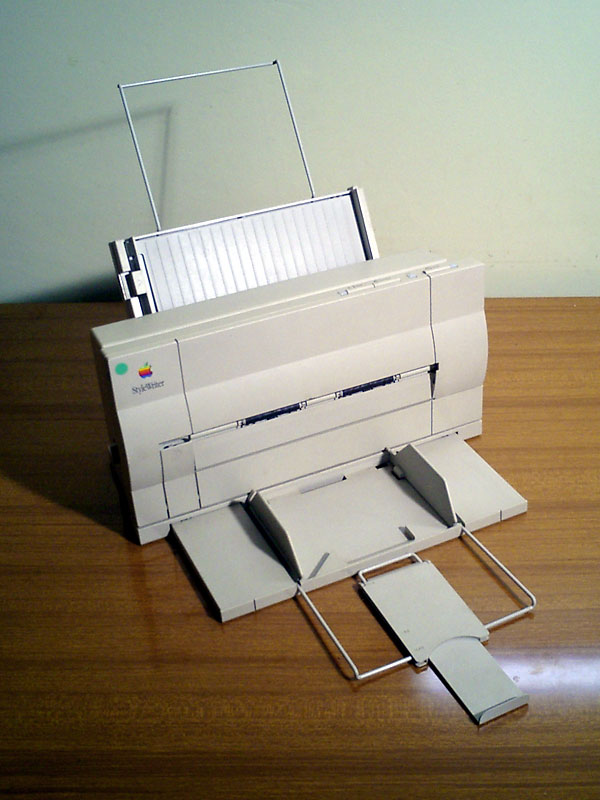
Een StyleWriter.

De Apple StyleWriters waren Apple's lijn van inktjetprinters, hoofdzakelijk bestemd voor particulieren. Ze leverden een printkwaliteit die beter was dan de dot-matrix ImageWriters en waren goedkoper dan de LaserWriters. De meeste modellen bevatten Canon printmechaniek, terwijl de laatste opnieuw verpakte HP DeskJet printers waren.
Uit productie: 1980: Silentype · 1982: Dot Matrix Printer · 1983: Color Plotter, Daisy Wheel Printer · 1984: Scribe, ImageWriter · 1985: LaserWriter · 1991: StyleWriter · 1993: Color Printer · 1994: Color StyleWriter · 1995: Color LaserWriter